# Ausbildungsbegleitende Hilfen
Ausbildungsbegleitende Hilfen (abH) sind nach §§ 75 ff SGB III Maßnahmen für lernbeeinträchtigte und sozial benachteiligte junge Menschen, die über die Vermittlung von betriebs- und ausbildungsüblichen Inhalten hinausgehen. Die Hilfen zielen darauf ab, die Aufnahme, die Fortsetzung und den erfolgreichen Abschluss einer betrieblichen Berufsausbildung in anerkannten Ausbildungsberufen zu ermöglichen. Die Hilfen können sowohl ein betriebliches Berufsausbildungsverhältnis als auch ein außerbetriebliches Berufsausbildungsverhältnis begleiten.
Bis zum 31. Dezember 2015 konnten die ausbildungsbegleitenden Hilfen darüber hinaus auch während einer, der eigentlichen Ausbildung vorgeschalteten Einstiegsqualifizierung nach § 54a geleistet werden, die aber schon beim späteren Ausbilder stattfindet. In diesem Fall müssen die Hilfen über die Vermittlung der vom Betrieb im Rahmen der Einstiegsqualifizierung zu vermittelnden Fertigkeiten, Kenntnisse und Fähigkeiten hinausgehen.

## Hilfearten
Ausbildungsbegleitende Hilfen sind:
1. Maßnahmen zum Abbau von Sprach- und Bildungsdefiziten,
2. Maßnahmen zur Förderung fachpraktischer und fachtheoretischer Fertigkeiten, Kenntnisse und Fähigkeiten und
3. Maßnahmen zur sozialpädagogischen Begleitung.

Die Kernelemente der ausbildungsbegleitenden Hilfen sind Stütz- und Förderunterricht sowie sozialpädagogische Hilfen, welche dazu dienen, den Erfolg der Ausbildung zu sichern. Neben diesen beiden wesentlichen Elementen werden auch Aktivitäten in der Freizeit angeboten, durch die Lernen in Situationen ermöglicht werden soll, die nicht in erster Linie leistungsbezogen sind.
Stützunterricht gibt es sowohl für gewerblich-technische als auch für kaufmännische Berufe, außerdem oft für die Grundlagenfächer Mathematik und Deutsch. Die Maßnahme-Teilnehmer kommen in ihrer Freizeit zusätzlich zur Ausbildung im Betrieb und zum Besuch der Berufsschule regelmäßig zum abH-Unterricht. Diese Unterrichte werden i. d. R. in Kleingruppen zu maximal acht Personen durchgeführt. Die Kleingruppen werden möglichst homogen, d. h. mit Auszubildenden des gleichen Lehrberufes und Lehrjahres, zusammengesetzt.
Das unterrichtende Personal soll sich aus erfahrenen Handwerkern, Ausbildern und Lehrkräften zusammensetzen. Um eine Tätigkeit als Stützlehrer aufnehmen zu können, wird neben dem Abschluss einer Berufsausbildung oder einer sonstigen Fachschul- oder Hochschulausbildung zusätzlich eine mindestens dreijährige berufliche und pädagogische Erfahrung vorausgesetzt.
Die sozialpädagogischen Mitarbeiter (Sozialpädagogen) unterstützen die Auszubildenden bei deren beruflichen und privaten Problemen und helfen bei Lernproblemen und Prüfungsangst. Damit wird die persönliche Entwicklung der jungen Menschen gefördert und stabilisiert. Bei dieser Arbeit ist eine enge Zusammenarbeit mit Unternehmen, Eltern und sozialem Umfeld der Teilnehmer vorgesehen. Zur Methodik der sozialpädagogischen Begleitung gehören Gruppen- und Einzelfallhilfe. Sie geben auch Tipps bei Bewerbungen, wenn Auszubildende nach der Ausbildung nicht vom Betrieb übernommen werden.

## Einsatzmöglichkeiten von ausbildungsbegleitenden Hilfen
Die Ausbildungsbegleitenden Hilfen können in verschiedenen Phasen der Ausbildung eines jungen Menschen gewährt werden, und zwar
- während einer betrieblichen Berufsausbildung oder einer Einstiegsqualifizierung, um Abbrüche zu vermeiden,
- nach der vorzeitigen Lösung eines betrieblichen Berufsausbildungsverhältnisses zur Überbrückung bis zur Aufnahme einer weiteren betrieblichen oder einer außerbetrieblichen Berufsausbildung oder
- nach erfolgreicher Beendigung einer mit ausbildungsbegleitenden Hilfen geförderten betrieblichen Berufsausbildung bis zur Begründung oder Festigung eines Arbeitsverhältnisses

Die Möglichkeit, ausbildungsbegleitende Hilfen im Zusammenhang mit einer betrieblichen Berufsausbildung durch Abschnitte der Berufsausbildung in einer außerbetrieblichen Einrichtung zu ergänzen, ist mangels praktischer Relevanz weggefallen.

## Förderungsbedürftige junge Menschen
Förderungsbedürftig sind nach § 78 SGB III lernbeeinträchtigte und sozial benachteiligte junge Menschen, die wegen in ihrer Person liegender Gründe ohne die Förderung eine Einstiegsqualifizierung oder eine Berufsausbildung nicht beginnen, fortsetzen oder erfolgreich beenden können, nach der vorzeitigen Lösung eines Berufsausbildungsverhältnisses eine weitere Berufsausbildung nicht beginnen können oder nach erfolgreicher Beendigung einer Berufsausbildung ein Arbeitsverhältnis nicht begründen oder festigen können. Förderungsbedürftig sind auch Auszubildende, bei denen ohne die Förderung mit ausbildungsbegleitenden Hilfen eine vorzeitige Lösung ihres Berufsausbildungsverhältnisses droht oder die nach der vorzeitigen Lösung eines betrieblichen Berufsausbildungsverhältnisses eine Berufsausbildung außerbetrieblich fortsetzen.
Seit dem 1. April 2012 können auch Auszubildende gefördert werden, denen ohne die Förderung mit ausbildungsbegleitenden Hilfen eine vorzeitige Lösung ihres zweiten Berufsausbildungsverhältnisses drohen würde und deren erfolgreicher Abschluss der zweiten Berufsausbildung für ihre dauerhafte berufliche Eingliederung erforderlich ist.

## Maßnahmeträger
Träger der Maßnahmen sind regionale oder überregionale, kommerzielle, private, gemeinnützige oder öffentliche Bildungseinrichtungen und Wohlfahrtsverbände, die die Maßnahmen der ausbildungsbegleitenden Hilfen im Auftrag der Agentur für Arbeit durchführen.

## Frühere rechtliche Bestimmungen bis 31. März 2012
Den rechtlichen Rahmen der ausbildungsbegleitenden Hilfen bildeten bis zum 31. März 2012 die § 235 und §§ 240
247 SGB III, welche die Förderung der Berufsausbildung sog. benachteiligter Auszubildender regelten.